# Pieter Uyttenhove (hoogleraar)

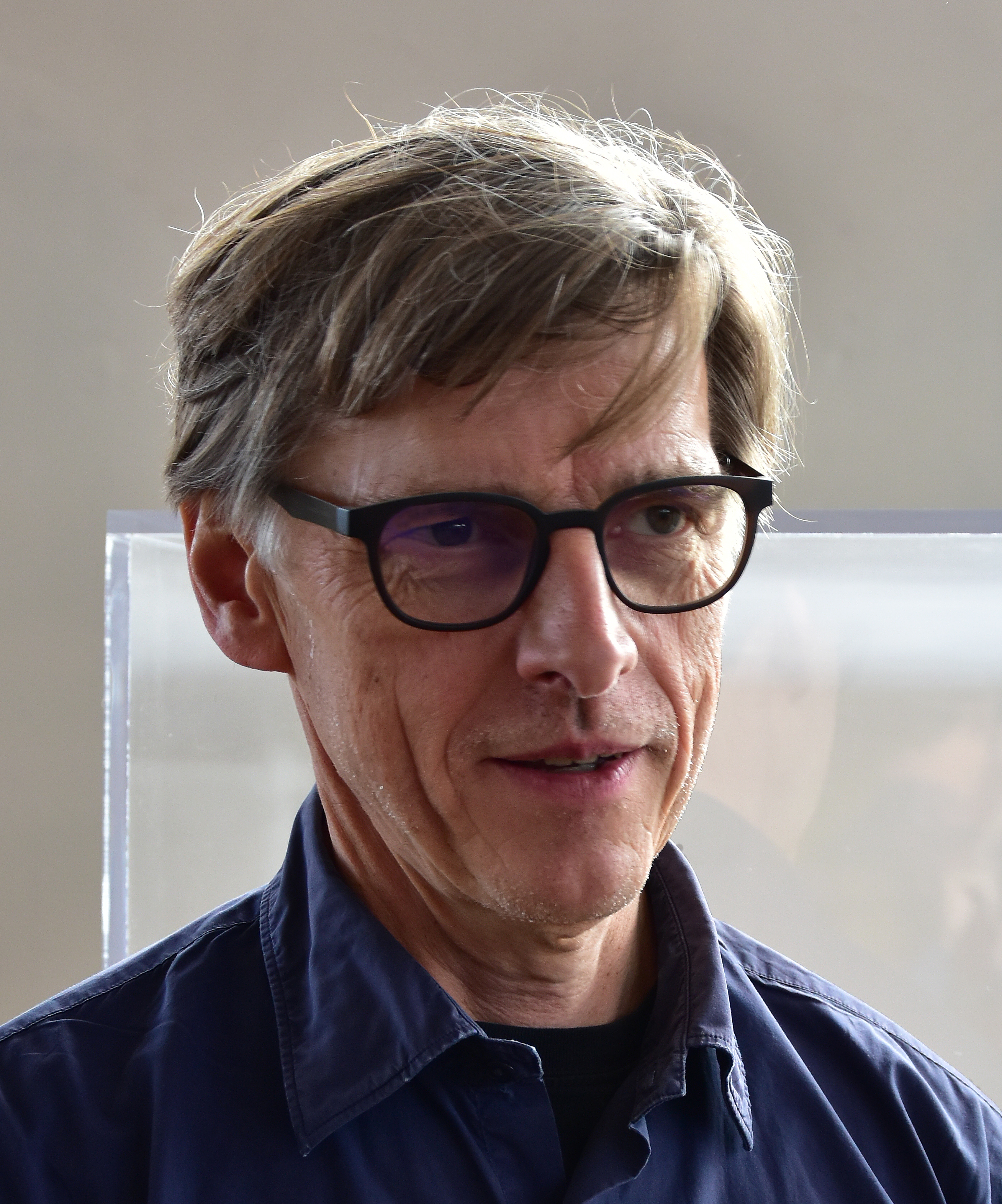
Pieter Uyttenhove

Pieter Uyttenhove (Leuven, 7 maart 1957) is professor emeritus van de Universiteit Gent waar hij als gewoon hoogleraar Theorie en Geschiedenis van de Stedenbouw doceerde, een vakgebied bij de vakgroep Architectuur en Stedenbouw.

## Biografie
Uyttenhove studeerde in 1980 af als burgerlijk ingenieur-architect aan de Katholieke Universiteit Leuven. Van 1981 tot 1982 volgde hij een postgraduaat  aan het Institut d'Urbanisme de Paris (IUP). Van 1983 tot 1985 was hij assistent aan het Interfacultair Instituut voor Stedenbouw en Ruimtelijke Ordening (IISRO) van de Leuvense universiteit. In 1999 verdedigde hij zijn doctoraatsthesis over Marcel Lods (1891-1978), une architecture de l'action aan de École des hautes études en sciences sociales (EHESS) in Parijs. 
Van 1983 tot 2000 was hij tevens opdrachthouder en later verantwoordelijke van de architectuurcollectie van de Académie d'Architecture in Parijs. In deze context was hij in 1992 curator van de tentoonstelling 'Marcel Lods 1891-1978: photographies d'architecte' voor het CCI in het Centre Pompidou en, in hetzelfde jaar, eveneens van de tentoonstelling 'Le dessin et l'architecte: excursion dans les collections de l'Académie d'Architecture' in het Pavillon de l'Arsenal in Parijs. 
Als coördinator van het architectuurluik van Antwerpen 93, Culturele Hoofdstad van Europa, gaf hij de naam Open Stad aan het architectuur- en stedenbouwprogramma. Bij die gelegenheid richtte hij Studio Open Stad op, een samenwerkingsverband voor de ontwikkeling van stedelijk ontwerp, kritiek en debat tussen studenten en docenten, professionelen en overheden, dat na de culturele hoofdstad is blijven voortbestaan tot zijn ontbinding in 2004.
In 2000 werd Pieter Uyttenhove docent benoemd aan de Universiteit Gent. In 2022 zwaaide hij af als emeritus gewoon hoogleraar aan dezelfde universiteit. Hij was vakgroepvoorzitter van 2010 tot 2014 en opleidingsvoorzitter van de masteropleiding Stedenbouw en Ruimtelijke Planning (Urbanism and Spatial Planning) van 2006 tot 2017.
Aan de Universiteit Gent leidde Pieter Uyttenhove van 2004 tot 2014 het laboratorium voor stedenbouwonderzoek Labo S dat onderzoek heeft gedaan over nieuwe landschappen in Vlaanderen, het erfgoed van de wederopbouw en van de oorlogslandschappen van de Eerste Wereldoorlog, waarderingsmethoden voor het landschappelijk erfgoed, etc. Hij coördineerde het herfotografieproject Recollecting Landscapes dat met Labo S in 2004 werd opgestart en vandaag blijft doorlopen. 
Pieter Uyttenhove trad op als gastdocent in verschillende universitaire instellingen. Als gastprofessor doceerde hij van 1988 tot 1994 Methodologie de l'histoire urbaine aan het Centre Raymond Lemaire voor monumentenzorg in Leuven. Van 1998 tot 2009 was hij gasthoogleraar Architecture, Planning and Preservation en vervolgens History of the European City in het New York-Paris Program van Columbia University in Reid Hall te Parijs. In 2000, was hij uitgenodigd als gastdocent aan de École nationale supérieure d'architecture de Clermont-Ferrand. In het voorjaar van 2020 bekleedde hij de Pieter Paul Rubens leerstoel aan de University of California, Berkeley. Hij doceerde Urban History aan Sciences Po in Parijs van 2020 tot 2022. 
- Bibliothèque nationale de France: cb16163848b (data)
- Gemeinsame Normdatei: 140508732
- International Standard Name Identifier: 0000 0001 2146 0979
- Library of Congress Control Number: n92062404
- Nederlandse Thesaurus van Auteursnamen: 087865815
- Système universitaire de documentation: 071585117
- Virtual International Authority File: 103233930
- WorldCat: E39PBJw4Cy8mxv49RGhbxW3WjC